# قزل‌قپی
قزلقوپی، گوند/دێهات روستایی از توابع بخش مرکزی شهرستان مهاباد در استان آذربایجان غربی ایران است.

## جمعیت
این روستا در دهستان مکریان غربی قرار دارد و براساس سرشماری مرکز آمار ایران در سال ۱۳۸۵، جمعیت آن ۱٬۹۳۵ نفر (۳۹۵ خانوار) بوده‌است.